# Archbold (Ohio)
Archbold es una villa ubicada en el condado de Fulton en el estado estadounidense de Ohio. En el Censo de 2010 tenía una población de 4346 habitantes y una densidad poblacional de 330,9 personas por km².

## Geografía
Archbold se encuentra ubicada en las coordenadas 41°30′56″N 84°18′12″O / 41.51556, -84.30333. Según la Oficina del Censo de los Estados Unidos, Archbold tiene una superficie total de 13.13 km², de la cual 12.77 km² corresponden a tierra firme y (2.74%) 0.36 km² es agua.

## Demografía
Según el censo de 2010, había 4346 personas residiendo en Archbold. La densidad de población era de 330,9 hab./km². De los 4346 habitantes, Archbold estaba compuesto por el 90.52% blancos, el 0.51% eran afroamericanos, el 0.46% eran amerindios, el 0.87% eran asiáticos, el 0% eran isleños del Pacífico, el 5.61% eran de otras razas y el 2.02% pertenecían a dos o más razas. Del total de la población el 16.75% eran hispanos o latinos de cualquier raza.